# Canton de Thonon-les-Bains-Est
Le canton de Thonon-les-Bains-Est est un ancien canton français, situé dans le département de la Haute-Savoie. Le chef-lieu de canton se trouvait à Thonon-les-Bains. Il disparait lors du redécoupage cantonal de 2014 et les communes rejoignent les nouveaux cantons de Thonon-les-Bains ou de Évian-les-Bains.

## Présentation
Le canton était composé de :
- la portion du territoire de la commune de Thonon-les-Bains située à l'est d'une ligne définie par l'axe des voies ci-après : route départementale 902 à partir du pont sur la Dranse, avenue de la Dranse, avenue des Vallées, boulevard Georges-Andrier, place des Arts, rue des Arts, rue Vallon, chemin de Sous-Bassus, avenue du Général-Leclerc et par une ligne reliant cette dernière avenue entre son intersection avec la rue de Naples et la jetée ouest sur le lac Léman,
- 7 communes entières : Armoy, Bellevaux, Lullin, Lyaud, Marin, Reyvroz et Vailly.

## Histoire
Le décret du 26 février 1997 a créé un nouveau canton de Thonon-les-Bains-Ouest en détachant neuf communes du canton de Thonon-les-Bains qui, réduit à huit communes, a pris le nom de canton de Thonon-les-Bains-Est.
Cette modification a pris effet lors des élections cantonales de mars 1998.

## Représentation
| Période | Période | Identité      | Étiquette | Qualité                                                                          |
| ------- | ------- | ------------- | --------- | -------------------------------------------------------------------------------- |
| 1998    | 2015    | Frédéric Zory | PS        | Retraité de l’Éducation nationale (directeur d'école) Maire d'Orcier (1995-2014) |

## Démographie
| 1999   | 2006   | 2011   | 2012   |
| ------ | ------ | ------ | ------ |
| 17 643 | 19 660 | 21 489 | 21 979 |